# Swami Sivananda
Kuppu Swami Iyer (Pattamadai, 8 de septiembre de 1887 - Rishikesh, 14 de julio de 1963), más conocido por su seudónimo Svami Shivananda, fue un maestro espiritual, yogui y gurú hinduista, fundador de la Divine Life Society (Sociedad Vida Divina).
Vivió la mayor parte de su vida en Rishikesh (India).
Swami Sivananda Saraswati fue propagador del yoga y la doctrina Vedānta. Su lema era: «Sirve, ama, da, medita, purifícate y realízate».
Estableció el áshram Shivananda Nagar (‘la ciudad de Shivananda’), sede de la Sociedad, junto a la orilla del río Ganges, a unos 3 km del centro de la ciudad de Rishikesh.
Escribió unos 300 libros sobre yoga, religión, espiritualismo, hinduismo, moral, higiene y salud. Fue un pionero en llevar el yoga a Occidente.

## Primeros años y juventud
Fue el tercer hijo de sus padres, que le dieron el nombre de Kuppuswami. En su juventud inició una búsqueda espiritual.
Visitó Benarés, Nashik y Rishikesh, donde en 1924 conoció a su gurú, Swami Vishwananda Saraswati, quien le inició como sanniasin (‘monje renunciante’) y le confirió su nombre espiritual.
Tras la iniciación, Sivananda se estableció en Rishikesh y se sumergió en intensas prácticas espirituales. Sivananda practicó auteridades (tapasya) durante muchos años, y seva (trabajo desinteresado) ayudando a los enfermos. Con algún dinero de su póliza de seguros vencida, fundó un dispensario de caridad en Lakshmanjula en 1927 donde servía tanto a los peregrinos, como a santos o pobres que necesitaban de su experiencia médica.

## Viajes
Después de unos años, Sivananda realizó un largo peregrinaje y viajó a todo lo largo y ancho de la India, de ashram en ashram, aprendiendo con los más importantes gurús. Durante esta vida de parivrajaka (monje viajero) Sivananda visitó lugares de peregrinaje en el sur, incluyendo Rameshvaram. 
Visitó el ashram de Sri Aurobindo y conoció a Maharishi Suddhananda Bharati.
En el ashram de Ramana recibió el darshan (bendición de la presencia física) de Ramana Maharshi el día del cumpleaños de este. Cantó bhajans devocionales y bailó en trance con los devotos (bhaktas) de Maharshi. También fue de peregrinaje a varios lugares del norte de la India, incluyendo Kedarnath y Badrinath. En 1932 visitó el monte Kailás y el lago Mana Sarovar.

## Fundaciones
Durante la estancia de Sivananda en Rishikesh y en sus viajes por India, muchos acudieron a él buscando guía en el camino espiritual. Permitió que algunos de ellos vivieran con él y les enseñó. Sivananda pedía a los discípulos que hicieran copias de sus cortos artículos y los enviaran para su publicación. Poco a poco empezaron a acudir numerosas personas y su círculo empezó a crecer.
Sivananda fundó la Sociedad de la Vida Divina en 1936 a la orilla del sagrado río Ganges. La distribución gratuita de literatura espiritual atrajo a un flujo constante de discípulos al swami, incluyendo a Swami Satyananda Saraswati, fundador de la línea satyananda-yoga o bihar-yoga, así como al adolescente U. G. Krishnamurti (1918-2007), quien lo visitó regularmente durante siete veranos para practicar meditación. En 1939, a los 21 años de edad, Shivananda arregló para que Krishnamurti conociera a su maestro espiritual Ramana Maharshi. Krishnamurti más tarde relataría que le preguntó a Rámana: «Eso que es conocido como moksha [liberación], ¿usted me lo podría dar?». Rámana Maharshi respondió: «Yo te lo podría dar, pero ¿tú podrías tomarlo?». Esa respuesta alteró como un rayo la percepción que tenía Krishnamurti acerca de lo que era el sendero espiritual y sus practicantes, y jamás volvió a consultar a «esa gente religiosa». Más tarde, Krishnamurti diría que esa respuesta de Rámana, que él percibió como «arrogante», lo devolvió a la realidad.
En 1945, Swami Sivananda creó la farmacia ayurvédica Sivananda, y organizó la Federación Mundial de Religiones. En 1947 estableció la Federación Mundial de Sadhus (ascetas), y en 1948 la Academia Forest de Yoga y Vedanta. Llamó a su presentación del yoga el «yoga de síntesis».
Tuvo varios discípulos prominentes:
- Swami Chidananda, discípulo de Swami Sivananda es el actual Presidente de la Sociedad de la Vida Divina en India y fue nombrado por Swami Sivananda.
- Swami Vishnudevananda
- Swami Satyananda
- Swami Krishnananda
- Swami Venkatesananda (Sudáfrica, Mauricio, Madagascar, Australia)
- Swami Satchidananda (Estados Unidos)
- Swami Pranavananda (Malasia)
- Swami Shantananda (Malasia y Singapur)
- Swami Chinmayananda
- Swami Sivananda Radha (Canadá).
- Swami Shivapremananda (Chile, Argentina, Uruguay, Inglaterra)

## Vida anterior
Les reveló a sus discípulos que había asistido a una escuela de curaciones ayurveda en Tanjore. Durante este período había escrito un folletín sobre herboristería llamado Ambrosía. Practicó la herbolaria en Malasia. Afirmó que tras diez años de trabajo fue creciendo su impresión de que esta medicina solo podía curar el cuerpo, y empezó a crecer en él la necesidad de curar el espíritu de las personas. Abandonó Malasia y volvió a la India para dedicarse a la búsqueda espiritual. Creía que la enfermedad era un problema del alma y vio la cura en la práctica del yoga. 

## Escritor
Swami Sivananda fue un escritor prolífico y escribió 296 libros sobre temas variados: metafísica, yoga, religión, filosofía occidental, psicología, escatología, bellas artes, ética, educación, salud, refranes, poemas, epístolas, autobiografía, biografía, historias, dramas, mensajes, discursos, diálogos, ensayos y antología.
Sin embargo, sus libros recalcaban la aplicación práctica de la filosofía del yoga por encima del conocimiento teórico. En uno de sus libros dijo: "Si todo el tiempo que muchos dedican a leer sobre lo espiritual lo dedicaran a practicar meditación ya estarían iluminados". Y en Sádhana tattva, o la ciencia de los siete cultivos para la rápida evolución del ser humano escribió: «Una onza de práctica es mejor que toneladas de teoría. Practica el yoga, la religión y la filosofía en la vida diaria y consigue la realización del Ser Superior (en tu interior)».
Entre los discípulos de Swami Sivananda se encuentra Swami Jyotirmayananda, quien desde 1969 reside en su propio áshram en Miami (Estados Unidos), da conferencias 4 veces a la semana (se pueden oír en [www.yogaresearch.podomatic.com]), publica una revista mensual, International Yoga Guide, y ha publicado más de 40 libros desde el año 1962.

## Fallecimiento
Swami Sivananda falleció a los 75 años el 14 de julio de 1963 en su kutir (cabaña) a la orilla del Ganges, en su ashram Shivanandanagar (en la ciudad sagrada de Rishikesh).